# William Markby

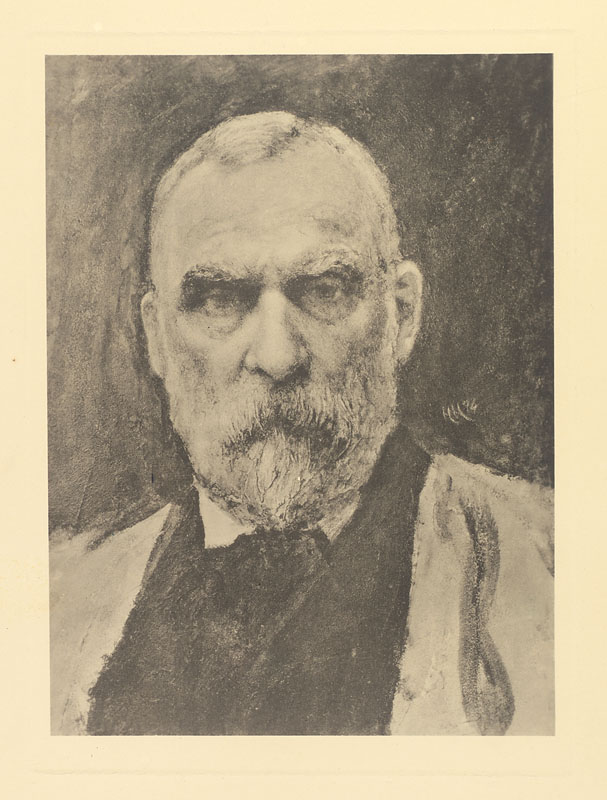
Señor William Markby.

Sir William Markby, KCIE (31 de mayo de 1829 – 15 de octubre de 1914) fue un juez y escritor jurídico inglés.

## Carrera
Nació el 31 de mayo de 1829, el cuarto hijo del reverendo William Henry Markby, rector de Duxford en Cambridgeshire. Fue educado en Bury St. Edmunds y desde 1846 en Merton College, Oxford, donde se licenció en Matemáticas en 1850. Fue llamado a la abogacía en 1850 (¿o 1853?), y en 1865 se convirtió en registrador de Buckingham. En 1866, Markby fue a la India como juez del Tribunal Superior de Calcuta. Este cargo lo ocupó durante doce años. También se convirtió en vicerrector de la Universidad de Calcuta. Tras su jubilación en 1878, fue nombrado caballero y nombrado lector de derecho indio en la Universidad de Oxford, cargo que ocupó hasta 1900.  También fue tutor y tesorero principal del Balliol College. En febrero de 1900 fue nombrado curador perpetuo del Instituto Indio, en reconocimiento a su largo y valioso servicio a la Universidad. 
Fue miembro de la Comisión para investigar sobre la administración de justicia en Trinidad y Tobago. Además de Lectures on Indian Law, he wrote Elements of Law considered with reference to the General Principles of Jurisprudence. Este último, dirigido en primer lugar a estudiantes indios, llama la atención sobre muchas dificultades en la definición y aplicación de concepciones jurídicas que normalmente se pasan por alto en los libros de texto, y se ubica como uno de los pocos libros sobre filosofía del derecho que son útil para principiantes y rentable para profesores y pensadores. 
En 1897 apareció The Indian Evidence A Ct, con notas. Sir William Markby también contribuyó a las revistas de derecho, artículos sobre Law and Fact, German Jurists and Roman Law, Legal Fictions, etc., varios de los cuales están incorporados en las ediciones posteriores de los Elements. Fue nombrado DCL de Oxford en 1879 y nombrado Caballero Comendador de la Orden del Imperio Indio (KCIE) en 1889.  

## Familia
Markby se casó el 22 de marzo de 1866 con Lucy Taylor (1841-1928), y su único hijo, un hijo anónimo, nació y murió en Calcuta en octubre siguiente.
Tras su retiro del banquillo en 1878, la pareja regresó a Inglaterra. En marzo de 1879, Markby compró el terreno más al sur, al este de Pullens Lane, que estaba siendo vendido por John Marriott Davenport. Su esposa escribió más tarde:

We soon decided that Headington Hill was a desirable spot whereon to pitch our tent and so it came about that we bought a few acres of land within the sacred limits of the University and built the house that was to be our home for so many years to come.

En septiembre de 1880 su familia se mudó a su nueva casa, conocida habitualmente como The Pullens. El censo de 1881 describe la casa como "de Joe Pullen, Headington Hill" y muestra a Sir William (51) y su esposa Lucy (38) atendidos por una cocinera, una camarera, una criada y una cocinera. Fue en esta casa donde Sir William habría escrito Elementos de derecho considerados con referencia a los principios de la jurisprudencia general (primera edición de 1889; sexta edición de 1905).
La familia Markby estaba lejos de Headington en el momento de los censos de 1891 y 1901, pero Sir William, que continuó siendo "tutor de los indios en prueba" cuando se retiró de ser lector de derecho indio, figura como el ocupante de Pullens. en directorios hasta su muerte en Headington a la edad de 85 años el 15 de octubre de 1914. Fue enterrado en el cementerio de Headington cuatro días después.
Por alguna razón desconocida, Lady Markby cambió el nombre de su casa a "Fairfield". En 1917 publicó un libro sobre su marido.  Permaneció en la casa hasta su muerte a finales de 1928.